# 54862 Sundaigakuen
54862 Sundaigakuen este un asteroid din centura principală de asteroizi.

## Descriere
54862 Sundaigakuen este un asteroid din centura principală de asteroizi. A fost descoperit pe 23 iulie 2001 la Shishikui de Hiroshi Maeno. Asteroidul prezintă o orbită caracterizată de o semiaxă mare de 2,45 ua, o excentricitate de 0,19 și o înclinație de 5,0° în raport cu ecliptica.